# Raise It Up
Raise it up est le second album studio du groupe de hard rock Stillwell sorti le 13 novembre 2015,.

## Interprètes
- Anthony « Q-Unique » Quiles - chant
- Reginald « Fieldy » Arvizu - guitare
- Noah « Wuv » Bernardo - batterie
- Pablo « Spider » Silva - basse

## Liste des morceaux
| No  | Titre                   | Durée |
| --- | ----------------------- | ----- |
| 1.  | Raise It Up             | 3:28  |
| 2.  | Comin' Round            | 2:31  |
| 3.  | Mess I Made             | 3:31  |
| 4.  | Elephant in the Room    | 2:49  |
| 5.  | Light 'Em Up            | 2:59  |
| 6.  | Rug from Under Me       | 3:04  |
| 7.  | Background, Front Row   | 3:03  |
| 8.  | Eggshells               | 3:09  |
| 9.  | No You Won't            | 2:48  |
| 10. | All City                | 3:07  |
| 11. | Take a Dive in the Fire | 3:49  |

## Classement américain
| Association (2015)                  | Meilleure position |
| ----------------------------------- | ------------------ |
| US Billboard Top Rock Albums        | 38                 |
| US Billboard Top Independent Albums | 25                 |
| US Billboard Heatseekers            | 4                  |
| US Billboard Top Hard Rock Albums   | 12                 |

## Clips
- 2015 : Mess I Made
- 2015 : Raise It Up